# Virginia E. Johnson
Virginia E. Johnson (Springfield, 11 febbraio 1925 – Saint Louis, 24 luglio 2013) è stata una sessuologa statunitense.
Mary Virginia Eshelman (prenderà in seguito il cognome "Johnson" dal terzo marito, George), sessuologa statunitense, conosciuta anche con il diminutivo di "Gini", è stata membro del team “Masters and Johnson”. Insieme a William Masters fu pioniera nella ricerca sulla natura della risposta sessuale umana e delle diagnosi e il trattamento delle disfunzioni e dei disordini sessuali dal 1957 agli anni ’90.
(Virginia Johnson)

## Biografia

### Famiglia e formazione
Virginia Johnson nacque a Springfield, Missouri, l'11 febbraio 1925 da Edna Evans ed Hershel “Harry” Eshelman. Aveva un fratello minore, Larry. I nonni paterni erano membri della Chiesa di Gesù Cristo dei santi degli ultimi giorni, e suo padre, che lavorava come fattore, aveva antenati tedeschi. All’età di 5 anni, la sua famiglia si trasferì a Palo Alto, California, dove il padre lavorò come custode per un ospedale. Successivamente la famiglia ritornò in Missouri e fondò una compagnia di assicurazioni.
Ebbe un'infanzia felice e spensierata, nonostante il fatto che i genitori avessero animate e frequenti discussioni sull'educazione da impartirle. Edna, donna dal carattere autoritario, fissava rigide regole che Virginia Johnson infrangeva non appena le si presentava l'occasione.
Fu proprio grazie alla madre, energica attivista del comitato repubblicano della contea di Barton, che ottenne un posto di segretaria nell'ufficio di vigilanza sulle assicurazioni a Jefferson City, entrando così in un mondo molto più vasto di quello dal quale proveniva. Successivamente si trasferì a St. Louis, dove trovò lavoro come segretaria per il "St. Louis Daily Record", un quotidiano che seguiva le vicissitudini di avvocati, giudici e imprenditori.
Dopo il primo matrimonio durato solo due giorni, nel 1947 sposò l'avvocato Ivan L. Rinehart da cui divorziò nel giro di pochi anni. Durante la Seconda Guerra Mondiale iniziò la sua carriera musicale come cantante del gruppo del terzo marito, George Johnson, padre dei suoi due figli. Cantò musica country per la stazione radio KWTO a Springfield, dove adottò il nome d’arte di Virginia Gibson. Poco dopo abbandonò la carriera musicale per iscriversi alla Washington University a St. Louis, con l’intenzione di conseguire la laurea in sociologia, tuttavia non riuscì mai ad ottenerla.
All'età di trentun anni, Virginia Johnson si trovò ad affrontare un periodo difficile: era disoccupata, divorziata ed aveva urgente bisogno di trovare un lavoro per poter provvedere ai suoi due figli. Nel 1956 ottenne un colloquio di lavoro con il dottor William Masters presso la Washington University alla facoltà di Medicina.
(Virginia Johnson)
Il dottor William Masters intuì subito che Virginia Johnson sarebbe stata la persona adatta a supportarlo nella ricerca nell'ambito della sessualità umana, ricerca a cui da tempo stava lavorando autonomamente, eppure durante il colloquio rivelò pochissime informazioni su se stesso e sul suo progetto scientifico.

### Contributi scientifici
Virginia Johnson iniziò a collaborare con William Masters nel 1957, quando venne assunta come assistente di ricerca nel "Dipartimento di Ostetricia e Ginecologia" alla Washington University di St. Louis, dopo che il dottor Masters le impartì alcune nozioni basilari riguardanti la terminologia, terapia e ricerca medica.
Lo studio di William Masters si proponeva di interpretare la reazione fisiologica e psicologica allo stimolo sessuale, con l’obiettivo di rispondere a due quesiti: quali reazioni fisiche si producono nell’uomo e nella donna quando rispondono a un efficace stimolo sessuale? Perché gli uomini e le donne si comportano in un certo modo, rispondendo a un adeguato stimolo sessuale?
William Masters forniva l’impianto teorico e intellettuale allo studio, mentre Virginia Johnson vi apportava il buonsenso e le capacità relazionali necessarie affinché avesse successo.
Insieme svilupparono strumenti simili al poligrafo, che furono progettati per misurare l’eccitazione sessuale negli esseri umani. Adoperandoli, osservarono e misurarono più di 10.000 volontari, uomini e donne, per la maggior parte coppie sposate, che acconsentirono a masturbarsi o ad intraprendere l’attività sessuale con i propri partner o altri partecipanti in laboratorio. Ogni volontario era collegato ad un elettroencefalografo, mentre su un piccolo schermo venivano proiettati gli impulsi cerebrali e quelli dei sensori applicati al petto per monitorare anche il cuore. Dall’osservazione di questi soggetti, identificarono i 4 stadi della risposta sessuale, poi meglio conosciuti come ‘’il ciclo della risposta sessuale umana’’. Il ciclo consiste nella fase di eccitazione, la fase di plateau, la fase dell’orgasmo e la fase di risoluzione. Si occuparono, in particolare, delle disfunzioni sia maschili che femminili, tra cui impotenza primaria e secondaria, frigidità ed altre patologie, sostenendo che gran parte di esse insorgono per ragioni psicologiche, spesso traumi. Alcuni trattamenti, di matrice psicoterapeutica, duravano due sole settimane, registrando un discreto successo tra i casi trattati.
Nel tempo il ruolo di Virginia Johnson, da quello di semplice assistente, diventò sempre più rilevante. William Masters le impartì fin da subito tutte le nozioni di anatomia, fisiologia e biologia necessarie per acquisire dimestichezza con il settore. Se inizialmente si limitava a riformulare le opinioni del medico, ben presto cominciò ad esprimere le proprie idee. Era suo compito gestire le volontarie. Si dedicò alla ricerca di donne istruite, tra i venti e i quarant’anni, disposte a partecipare allo studio sulla fisiologia del sesso, in cambio di un compenso simbolico e della promessa dell’anonimato. Diceva loro che si trattava di infrangere una barriera culturale, di mettersi al servizio della scienza, di arrecare beneficio a tutto il genere femminile. Grazie alla sua naturalezza, la Johnson riusciva a mettere le volontarie a loro agio.
Furono i primi ad osservare e fotografare l'interno dell'apparato genitale femminile durante l'attività sessuale. Le loro ricerche dimostrarono, superando ciò che aveva asserito Freud, che non ci fosse distinzione tra orgasmo vaginale e clitorideo, in quanto la risposta fisiologica era la stessa. Dimostrarono inoltre che l'uomo attraversa un periodo refrattario dopo l'orgasmo e che tale periodo non è presente nelle donne, le quali possono avere orgasmi multipli. Attraverso un apparecchio approntato da Masters con la collaborazione di un esperto di apparecchi fotografici miniaturizzati, un lungo cilindro di plexiglas collegato a una piccola cinepresa, denominato "Ulisse", Masters e Johnson scoprirono che le ghiandole di Bartolino non erano responsabili della lubrificazione femminile durante il rapporto sessuale, come si era creduto fino ad allora; in realtà, si tratta di una reazione diffusa lungo tutte le pareti vaginali, quindi un meccanismo molto simile alla normale sudorazione dopo sforzi fisici. Hanno, inoltre, sfatato il mito del non poter avere rapporti sessuali durante la gravidanza e quello della fine dell'attività sessuale, che può invece essere ancora presente anche in età avanzata in determinate circostanze di buona salute ed interesse verso il partner.
Al convengo della "American Medical Association" del 1976, lo psichiatra freudiano Ralph R. Greenson, riguardo ai risultati ottenuti dai due ricercatori, riconobbe loro il merito di aver completamente rivoluzionato il modo di pensare delle giovani donne americane che a livello sessuale stavano diventando più assertive ed esigenti, mentre gli uomini più indifferenti e letargici. Avendo conquistato una maggiore libertà, le donne pretendevano di avere la stessa soddisfazione sessuale degli uomini, oltre agli stessi diritti.
Masters e Johnson, inizialmente, ebbero rapporti sessuali per essere essi stessi l'oggetto delle proprie ricerche, ma successivamente divennero amanti e infine coniugi. Tutti i risultati delle loro ricerche sono contenuti nei libri che hanno scritto insieme nel corso degli anni in cui hanno collaborato.
Nel 1964, Masters e Johnson lasciarono la Washington University perché diventato un luogo inadatto alle nuove ricerche nell’ambito della sessuologia nei termini in cui la proponevano. Fondarono una loro clinica con pochi collaboratori di fiducia, al 4910 di "Forest Park Boulevard" di St. Louis, ‘’The Reproductive Biology Research Foundation". Qui, libero dalle ingerenze dell’università, Masters promosse Virginia Johnson da assistente a ricercatrice associata. Il centro fu poi rinominato ‘’The Masters and Johnson Institute’’ nel 1973.
Nell’aprile del 2009, Thomas Maier riportò nel ‘’Scientific American’’ che Virginia Johnson ebbe delle riserve nei confronti del programma per convertire gli omosessuali in eterosessuali, un programma che fu portato avanti dal 1968 al 1977, che aveva come principio l'idea che l'omosessualità fosse un comportamento acquisito nel corso della vita e quindi correggibile.

### Vita privata
Virginia Eshelman sposò a diciannove anni un uomo politico del Missouri, del quale lei stessa non ha mai rivelato il nome; il matrimonio durò soltanto due giorni. Successivamente incontrò un capitano dell'esercito, dal quale subì una grande delusione che la portò a separare per sempre la sfera sessuale da quella affettiva in tutte le sue successive relazioni.
Nel giugno 1947 sposò Ivan L. Rinehart, avvocato di West Plains, di ventun anni più grande di lei, convinta che fosse l'uomo giusto per mettere su famiglia. Quando si rese conto che l'uomo non ne aveva alcuna intenzione, chiese il divorzio.
Al "St. Louis Daily Record" incontrò George Johnson, studente di ingegneria presso la Washington University e leader di una band. Nel giugno 1950 si sposarono, entrò a far parte della band del compagno e poco dopo le nozze, partorì Scott e qualche anno dopo Lisa. Non riuscendo a conciliare la vita da cantante con il suo dovere di madre, abbandonò lavoro e marito. Quest'ultimo non ostacolò la Johnson nella sua scelta, le chiese soltanto il motivo. "Non ho nulla da offrirti", disse lei prima di andarsene.
Nel 1971, Johnson sposò William Masters dopo che quest’ultimo divorziò dalla prima moglie. Divorziarono a loro volta nel 1993.
Anche se Masters e Johnson assicurarono che la loro separazione fosse consensuale, poco dopo anche la loro celebre collaborazione come esperti di sesso giunse al termine.

### Morte
Virginia Johnson morì il 24 luglio del 2013, a causa di complicazioni dovute a numerose malattie, tra le quali diabete e cancro, aggravate da un leggero attacco cardiaco.

## Scritti principali
- Human Sexual Response - William H. Masters e Virginia E. Johnson (1966) Toronto; New York: Bantam Books, ISBN 0-553-20429-7. Edizione del 1981, ISBN 978-0553204292.
- Human Sexual Inadequacy - William H. Masters e Virginia E. Johnson (1970)  Toronto; New York: Bantam Books, ISBN 0-553-20699-0.
- The Pleasure Bond - William H. Masters e Virginia E. Johnson (1974)  New York: Bantam Books. ISBN 0-553-20915-9.
- Homosexuality in Perspective -  William H. Masters e Virginia E. Johnson (1979) Toronto; New York: Bantam Books. ISBN 0-553-20809-8.
- Masters and Johnson on Sex and Human Loving -  William H. Masters, Virginia E. Johnson e Robert C. Kolodny (1988)  Little, Brown and Company. ISBN 978-0316501606.
- Heterosexuality - William H. Masters, Virginia E. Johnson e Robert C. Kolodny (1994)  New York; London: HarperCollins. ISBN 0-7225-3027-7.

## Critiche a Masters & Johnson
William Masters e Virginia Johnson, nonostante la fama che li ha resi noti al mondo come i più grandi educatori del sesso, hanno anche ricevuto molte critiche da colleghi e studiosi. In particolare, Shere Hite ed altri ricercatori hanno fatto presente che la ricerca manca della volontà necessaria per comprendere come gli individui considerino l'esperienza sessuale e il significato che assume per loro. Secondo Hite, inoltre, il loro lavoro trascura, in modo acritico, gli atteggiamenti culturali propri di una persona, che si riflettono sul comportamento sessuale.
Nel novembre 1964 "Commentary", una rivista politica e culturale, pubblicò la denuncia dello psichiatra Leslie H. Farber, che accusava Masters e Johnson di aver messo "il sesso sotto al microscopio", facendogli perdere tutto il suo valore, quindi di averlo allontanato da tutte le altre discipline come la religione, la filosofia, la letteratura, che avevano sempre guardato al sesso come ad un'esperienza umana e strettamente connessa all'amore, alla vita coniugale e alla procreazione. Un'altra critica persistente: nonostante la vasta esperienza di anni di lavoro clinico, Virginia Johnson non conseguì mai una laurea e spesso non correggeva coloro i quali, sui giornali o di persona, si rivolgevano a lei come "Dottoressa Johnson".

## Curiosità
- Ha sempre mostrato un carattere forte: sin da piccola, non gradendo affatto il nome completo, "Mary Virginia", che invece stava molto a cuore alla madre, per un atto di ribellione verso di lei, ha sempre preteso di farsi chiamare solo "Virginia" da tutti coloro che la conoscevano.[24]
- Quando divenne cantante di una band, Mary Virginia Eshelman prese il nome di Virginia Gibson, dall'azienda di caffè che sponsorizzava il suo programma radiofonico.[25]
- Il giorno in cui William Masters decise di presentare la sua ricerca sulla sessualità ai colleghi professori di ostetricia e ginecologia della Washington University,  proiettò un filmato che mostrava una donna durante l'atto della masturbazione per evidenziare le aree corporee con maggior afflusso di sangue durante l'eccitazione. Il volto del soggetto non era identificabile e non mancarono insinuazioni secondo cui la donna nuda del filmato fosse la Johnson, riconosciuta dalla manicure. Diverse persone coinvolte nella produzione del filmato e la stessa Johnson avrebbero sempre negato che il soggetto misterioso fosse lei.[26].
- Dopo il divorzio da Masters, come lui aveva ricontattato e sposato il suo primo amore, Dody Baker, così Virginia Johnson cercò di rintracciare Gordon Garrett, il suo ragazzo del liceo, che nonostante le previsioni dell'annuario scolastico, non sposò mai. Sessant'anni dopo, quando chiamò Isabel, la sorella di Gordon, scoprì con amarezza che era morto.[27]
- Dopo la morte di William Masters, avvenuta nel 2001 per il morbo di Parkinson, gli amici organizzarono una commemorazione in suo onore alla Washington University, ma Johnson non se la sentì di partecipare.[25]

## Il libro e la serie tv
Il canale americano Showtime trasmette dal 29 settembre 2013 la serie tv drammatica “Masters of Sex”, basata sulla biografia omonima, scritta da Thomas Maier e pubblicata nel 2009. I protagonisti della serie sono Michael Sheen, che interpreta William Masters e Lizzy Caplan, che interpreta Virginia Johnson.